# Fernando Orgambides
Fernando Orgambides (Cádiz, 1954) es un periodista español.

## Biografía
Periodista y escritor residente en Madrid. Estudió Ciencias de la Información en la Universidad Complutense de Madrid y Relaciones Internacionales en la Politische Akademie Eichholz, de Bonn (Alemania), becado por la Konrad-Adenauer-Stiftung. Durante treinta años formó parte del Grupo Prisa, en donde se retiró como director editorial de GMI, holding de publicaciones. De esos años, ocupó dieciocho como miembro de la redacción del diario El País, periódico al que representó en diferentes destinos, tanto en España como en el exterior. Es socio fundador de la sección española de la Asociación de Periodistas Europeos (APE) y directivo del Club Internacional de Prensa. 
Trabajó en sus comienzos en el semanario Hoja del Lunes de su ciudad natal, para pasar después por Diario de Cádiz y ABC de Sevilla. En 1976 ingresó en el vespertino madrileño Informaciones, ya desaparecido, donde cubrió los principales momentos de la entonces agitada transición, así como los primeros viajes del presidente Adolfo Suárez al exterior, la guerra del Sahara y la crisis de los rehenes en Irán. En 1980 pasó a formar parte de la redacción de El País, para trabajar primero en su sección política, como responsable de las informaciones de Defensa y Seguridad del Estado, y después como corresponsal en el Magreb, con sede en Rabat (Marruecos), etapa en la que se produjeron los bombardeos aéreos de Israel contra Túnez y de EE. UU. contra Libia, que cubrió en primera persona para el periódico.
Fue delegado de El País en Andalucía, con sede en Sevilla, en los años previos a la Expo 92. Y residió siete años en México, inicialmente como corresponsal en la región, en donde cubrió el fin de la guerra de El Salvador y otros conflictos (Guatemala, Nicaragua, Haití, etc.), así como el levantamiento zapatista en Chiapas y los primeros brotes opositores dentro de Cuba, siendo expulsado en 1991 de la isla por sus crónicas divergentes con el régimen castrista. En 1994, y también con sede en México, fue nombrado director de la edición americana de El País, la primera de un medio impreso español en América Latina y embrión de los distintos proyectos de prensa que ese periódico ha venido desarrollando en el continente americano. 
Dirigió la Cadena SER, en Valencia, entre 1998 y 2001, y más adelante El Correo de Andalucía —periódico decano de la prensa sevillana— entre 2001 y 2005. Fue también director de El Correo de Málaga y de Odiel Información, además de tertuliano de Onda Cero cuando Concha García Campoy dirigía La Brújula. En 1991 fue distinguido con el premio Agustín Merello de periodismo, que concede la Asociación de la Prensa de Cádiz, y en 2006 le fue otorgada por el Rey Juan Carlos I la Encomienda de la Orden del Mérito Civil, a propuesta del Ministerio de Asuntos Exteriores.
Como escritor, ha publicado Viento de Palabras (Inkthread Press, 2012), Memoria Transitada (Inkthread Press, 2013) y Pretexto Compartido (Inkthread Press, 2014), primeros títulos de una colección de artículos literarios denominada Crónicas Consulares, además de Manuel Rodríguez Piñero (1872-1929). La causa republicana en el Cádiz de la Restauración (Santbook, 2014), obra de contenido histórico que se desarrolla entre la Primera República y la Dictadura de Primo de Rivera, cuyo protagonista es un político republicano, discípulo de Nicolás Salmerón y más tarde diputado a Cortes por el Partido Reformista, patriarca a su vez de la saga de políticos, juristas y abogados que llevan el apellido Rodríguez-Piñero.